# Smilax lushuiensis
Smilax lushuiensis là một loài thực vật có hoa trong họ Smilacaceae. Loài này được S.C.Chen miêu tả khoa học đầu tiên năm 1988.